# Юркині скелі

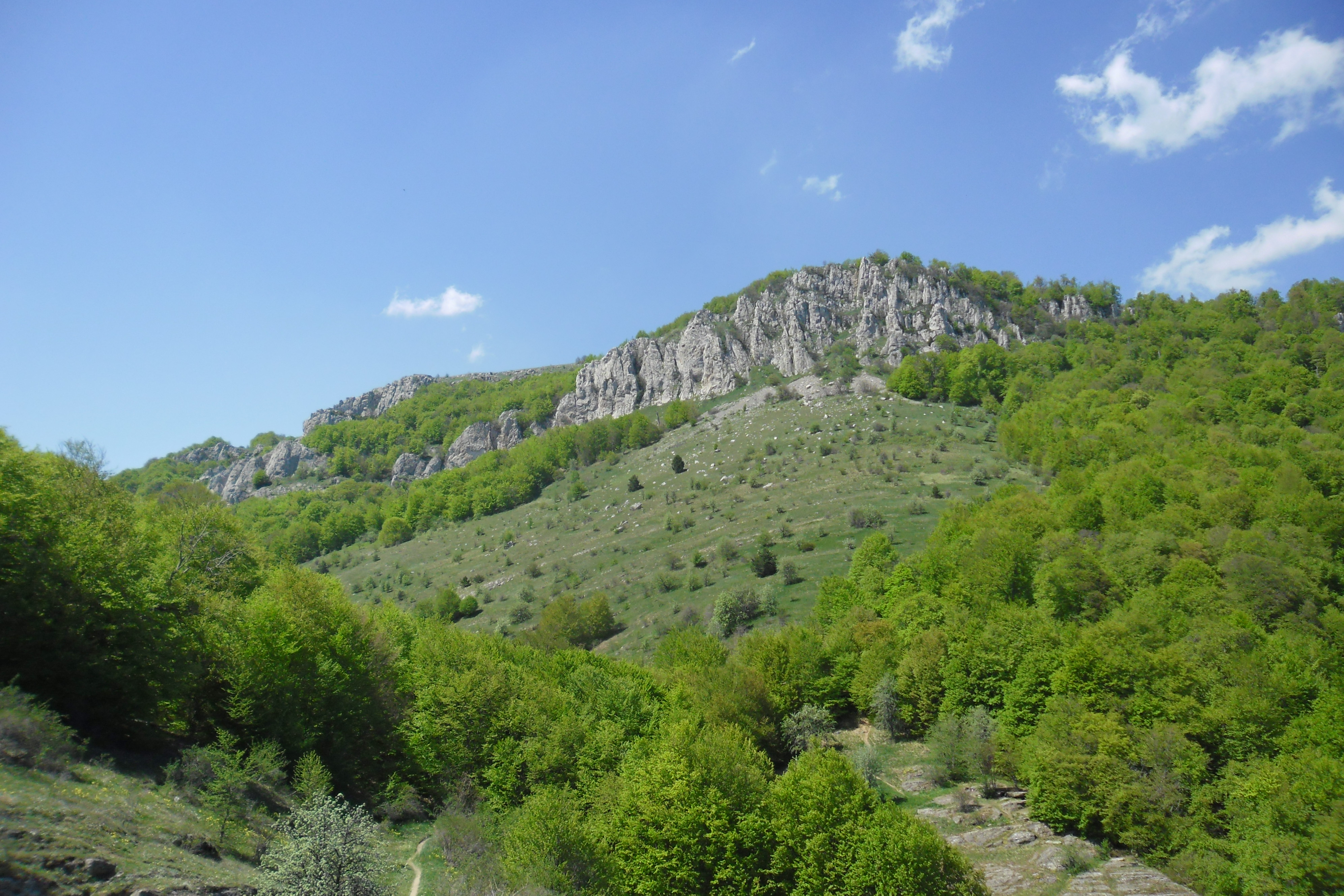
Гора Еркян-Кая (Ернен-Кая) і Юркині скелі (вид з півдня).

Юркині скелі — в Криму, у складі Демерджі-яйли. Юркині скелі являють собою південні скелясті обриви гори Еркян-Кая.
Походження назви невідоме, можливо, «Юркині» переосмислення топоніма Еркян.
Місцевість поблизу мальовничих Юркиних скель змережана туристськими стежками. На схилах скель — змішаний ліс.

## Галерея

На підході до Юркиних скель (праворуч вдалині).
Юркині скелі